# Боннский метротрам
Боннский штадтбан (нем. Bonn Stadtbahn) — система скоростного трамвая в бывшей столице ФРГ городе Бонне. Наряду с линиями обычного трамвая (Bonn Straßenbahn) составляет трамвайную сеть г. Бонна. Имеет подземные участки, то есть, также является метротрамом. Помимо Бонна, сеть охватывает близлежащие города: Альфтер, Бад Хоннеф, Борнхайм, Зигбург, Кёнигсвинтер, Санкт-Августин.
Сеть Stadtbahn имеет длину 95,84 км, из них подземный участок — 8,72 км маршрута. В штадтбане имеется 55 станций, из которых 13 — подземные. На территории Бонна расположены 35 станций, из которых 12 — подземные.
Трамвайная сеть, управляемая городом Бонн (SWB), которая пришла в упадок в 1950-х годах[что?].
SSB, который осуществлял электрификацию в районе Райн-Зиг между Бонном, Бевелем, Зигбургом и Бад-Хоннефом[что?]. BGM, которая работала трамвайная линия[что?] из Бонна через Бад-Годесберг в Мехлем[что?]. Эта договоренность[что?] была нецелесообразна для города, который мог похвастаться 140 000 жителей и служил резиденцией правительства для Западной Германии. Существующая договоренность столкнулась с конкуренцией со стороны развития автомобильного движения, и федеральное правительство стремилось превратить Бонн из провинциального города в современную столицу. В то время трамваи считались устаревшими и несовременными, поэтому правительство было готово предоставить средства для вывоза и замены.
В 1967 году Боннский городской совет одобрил новый транспортный план, который включал в себя подземную железную дорогу (U-Bahn) между Бонном и Бад-Годесбергом; первый прорыв произошел в октябре того же года. Общая концепция предусматривала смешанную систему трамваев (эксплуатируемых SSB) и тяжелых рельсов (эксплуатируемых KBE). Тем не менее, KBE пошел в финансовый спад в конце десятилетия и выжил только при поддержке Северного Рейна-Вестфалии правительство; в этих условиях экспансия была невозможна. Вместо этого железнодорожные линии КБЕ будут использоваться для обеспечения связи между Бонном и кельнской трамвайной сетью. С этой целью был введен новый, более легкий подвижной состав, который был бы более подходящим для мостов Рейна и туннелей метро Кельна. Зигбургские линии уже перешли на подвижной состав Stadtbahn в 1974 году. 22 марта 1975 года был официально открыт Боннский штадтбан.
Bonn Stadtbahn работает над бывшими трамвайными и тяжелыми железнодорожными маршрутами, которые были либо перестроены для городского железнодорожного движения, либо заменены линиями штадтбана.66 и 68 на пути на юг от Бонн Hauptbahnhof в Ramersdorf и Бад-Хоннеф .
Stammstrecke (магистральный маршрут) — это 4,5-километровый отрезок между станцией Бонн-Хауптбанхоф и остановкой Deutsche Telekom на площади Организации объединённых наций, который обслуживается всеми маршрутами Stadtbahn. Большая часть маршрута проходит через туннель, построенный в 1975 году, заменив трамвайные пути, управляемые BGM, которые проходили над землей вдоль Аденауэраллее и до Бад-Годесберга .
Bonn Stadtbahn имеет длину 95.84 км и состоит из шести маршрутов, из которых четыре работают регулярно и два только в часы пик: Действует маршрутная система движения трамваев.
Маршрут 16	Köln-Niehl-Sebastianstraße — Köln Hauptbahnhof — Rheinuferbahn — Bonn Hauptbahnhof — Stammstrecke — Bad Godesberg. Эксплуатируется в сотрудничестве с Stadtbahn Кёльна (соединяют Бонн с Кёльном и имеет кёльнскую нумерацию).
Маршрут 18	Köln-Thielenbruch — Köln Hauptbahnhof — Brühl — Vorgebirgsbahn — Bonn Hauptbahnhof. Эксплуатируется в сотрудничестве с Stadtbahn Кёльна (соединяет Бонн с Кёльном и имеет кёльнскую нумерацию).
Маршрут 63	Танненбуш — Рейнуфербан — Бонн-Хауптбанхоф — Штаммстреке — Бад-Годесбер.
Маршрут 66	Siegburg — Siegburg/Bonn — Bonn Hauptbahnhof — Stammstrecke — Südbrücke — Siebengebirgsbahn — Bad Honnef.
Маршрут 67	Зигбург-Зигбург/Бонн-Бонн Hauptbahnhof-Stammstrecke-Бад-Годесберг — пиковая линия: будни и выходные дни, только по утрам.
Маршрут 68	Bornheim — Vorgebirgsbahn — Bonn Hauptbahnhof — Stammstrecke — Südbrücke — Ramersdorf- пиковая линия: ограниченное обслуживание в будние дни от Борнхайма до Рамерсдорфа; в выходные дни линия заканчивается в Bonn Hbf.